# Lucia Reining
Pour les articles homonymes, voir Reining.
Lucia Reining (née le 13 septembre 1961 en Allemagne) est une physicienne allemande spécialiste de la spectroscopie.
Elle travaille en France comme directeur de recherche au Centre national de la recherche scientifique (CNRS), dans le Laboratoire des Solides Irradiés (LSI) de l'École Polytechnique.

## Biographie
Lucia Reining étudie l'École supérieure polytechnique de Rhénanie-Westphalie et est diplômée en 1985. Elle commence un doctorat à l'université de Rome Tor Vergata avec Rodolpho Del Sole et soutient sa thèse en 1991.
Après un post-doc au sein du Centre Européen de Calcul Atomique et Moleculaire à Orsay elle est chercheuse au CNRS en 1992.
Elle est membre permanente du European Theoretical Spectroscopy Facility dont elle est l'une des fondatrices,.

## Hommages et distinctions
En 2003, elle obtient la médaille d'argent du CNRS.
En 2007, elle est élue Fellow of the American Physical Society dans la Division of Computational Physics « Pour ses contributions fondamentales au calcul ab initio des propriétés spectroscopiques des solides, en utilisant la fonction de Green à plusieurs électrons et les approches fonctionnelles de la densité dépendantes du temps ».
En 2020 elle est lauréate du prix Gentner-Kastler.

## Publications
- (en) Marco Vanzini, Ayoub Aouina, Martin Panholzer et Matteo Gatti, « Connector theory for reusing model results to determine materials properties », npj Computational Materials, vol. 8, no 1,‎ 2 mai 2022, p. 1–8 (ISSN 2057-3960, DOI 10.1038/s41524-022-00762-2, lire en ligne, consulté le 2 mars 2024)
- (en) Richard M. Martin, Lucia Reining et David M. Ceperley, « Interacting Electrons: Theory and Computational Approaches », Interacting Electrons: Theory and Computational Approaches,‎ 2016 (ISBN 978-1-139-05080-7, DOI 10.1017/cbo9781139050807)
- (en) Giovanni Onida, Lucia Reining et Angel Rubio, « Electronic excitations: density-functional versus many-body Green's-function approaches », Reviews of Modern Physics, vol. 74, no 2,‎ juin 2002, p. 601–659 (DOI 10.1103/revmodphys.74.601, Bibcode 2002RvMP...74..601O, hdl 10261/98472)
- (en) Stephan Albrecht et Lucia Reining, « 'Ab initio' calculation of excitonic effects in the optical spectra of semiconductors », Physical Review Letters, vol. 80, no 20,‎ mai 1998, p. 4510–4513 (DOI 10.1103/PhysRevLett.80.4510, Bibcode 1998PhRvL..80.4510A, arXiv cond-mat/9803194)